# Fiu
Fiu, un pájaro siete colores (Tachuris rubrigastra), es la mascota de los Juegos Panamericanos y Parapanamericanos de 2023, que se realizaron en Santiago, Chile. Es la decimosegunda mascota de los Juegos Panamericanos.

## Historia

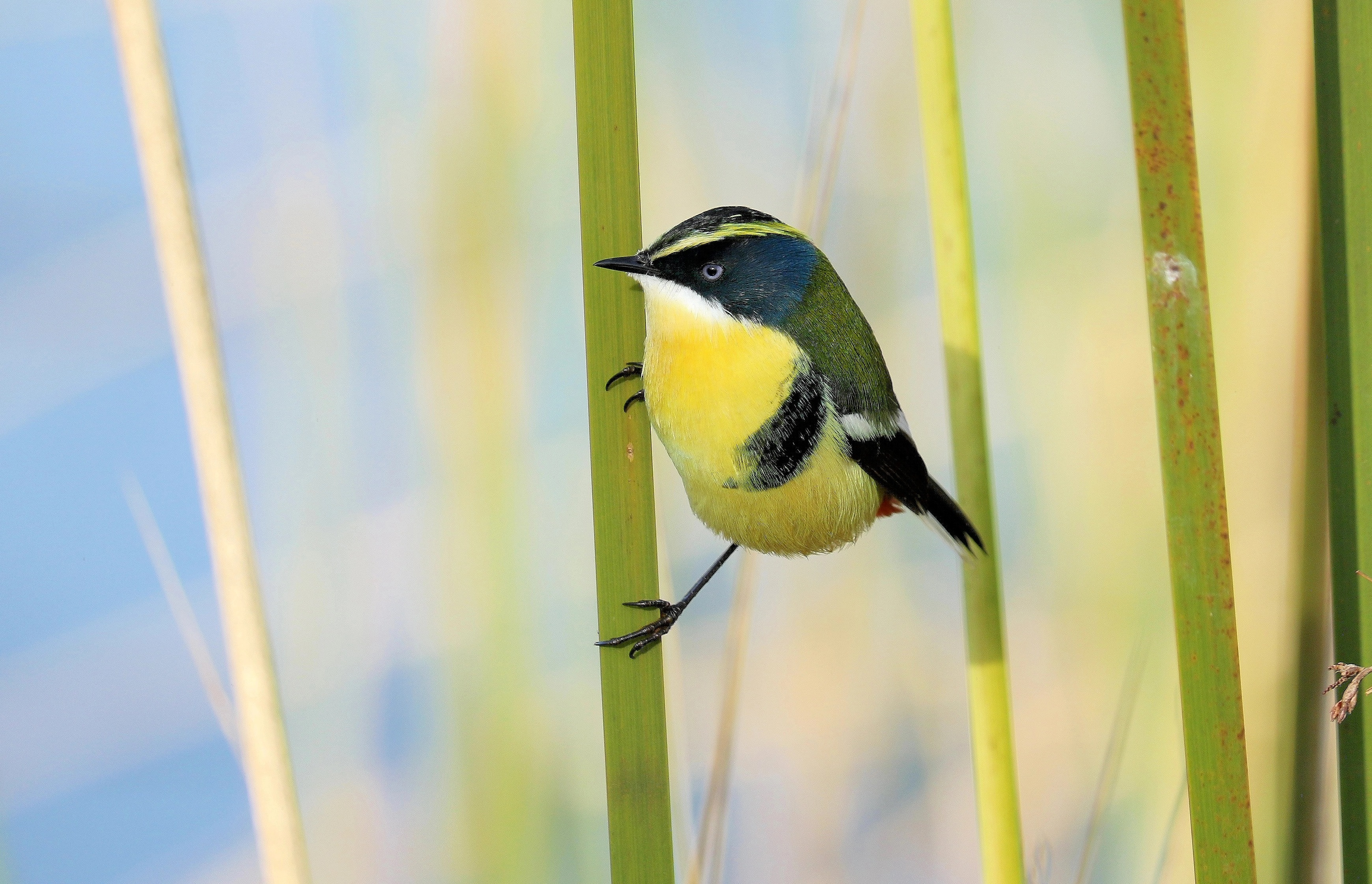
Siete colores (Tachuris rubrigastra), ave que inspiró el diseño de Fiu.

Para la elección de la mascota oficial de los juegos, se realizó desde el 5 al 25 de agosto de 2021 una votación en Internet entre las 5 opciones presentadas: «Fiu», un pájaro siete colores; «Pewü», un piñón de araucaria; «Chitama», un lagarto corredor de Atacama; «Juanchi», un pingüino de Humboldt; y «Santi», un puma alado (o chileno).
El 16 de octubre de 2021, tras una votación de más de 50 000 personas, Fiu fue escogido como la mascota oficial de Santiago 2023; la presentación oficial se realizó mediante un acto en el Parque Metropolitano de Santiago. El creador de Fiu fue el diseñador gráfico Eduardo Cortés, quien presentó la propuesta al concurso de mascotas de Santiago 2023 junto a la diseñadora Katherine Castillo. El diseño final de los elementos de merchandising estuvo a cargo de Mythic Studio, con un equipo encabezado por David González, mientras que el corpóreo tuvo su diseño definitivo a cargo de Gonzalo Armijo.

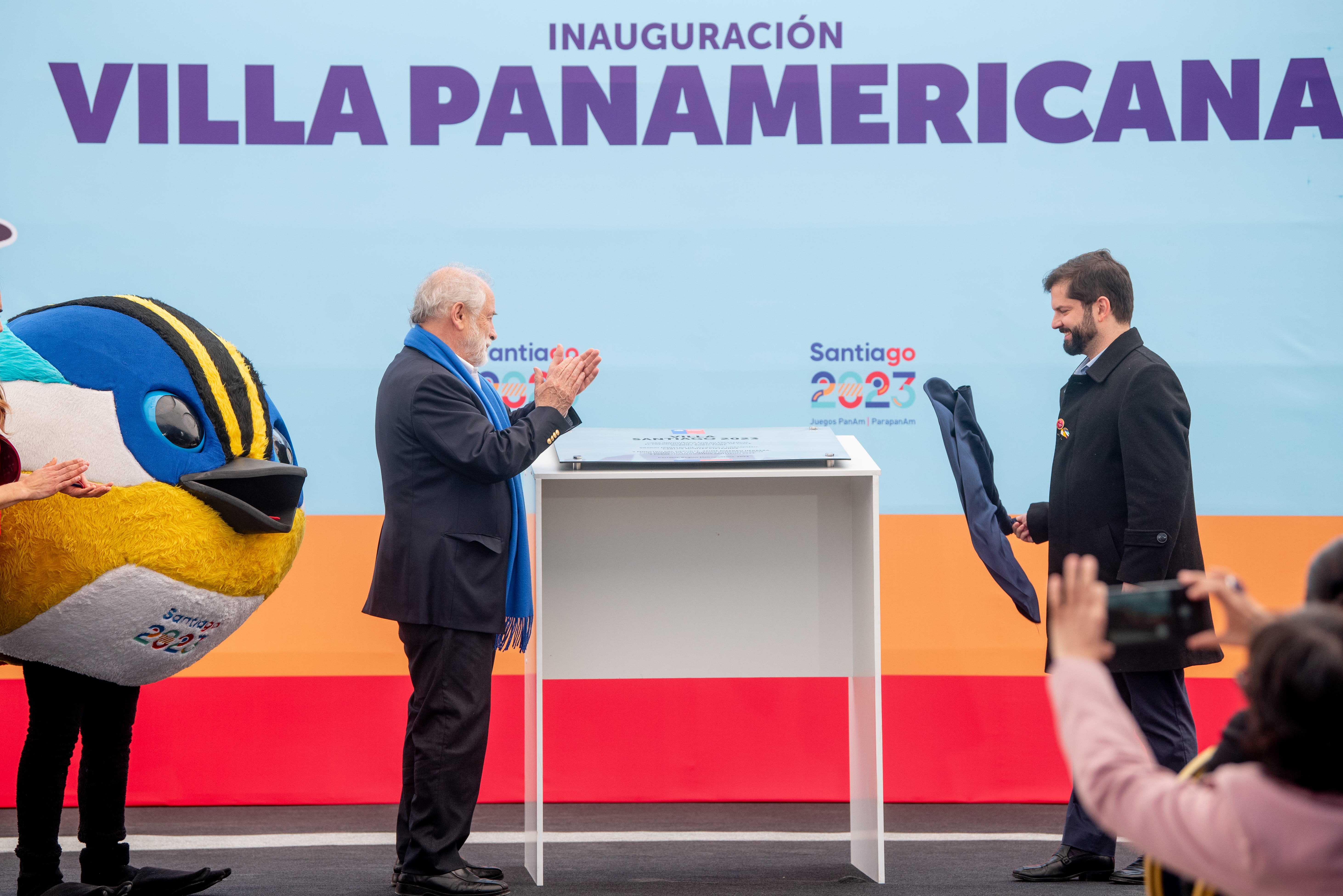
Fiu junto al ministro de Vivienda y Urbanismo, Carlos Montes, y el presidente de Chile, Gabriel Boric.

Sus colores representan la diversidad de los seres humanos, y particularmente de los deportistas citados para la competición regional. Entre sus características físicas se encuentran sus patas largas y alas cortas, que según Rodrigo de Diego —subgerente de Ceremonias y Cultura de Santiago 2023— «lo hacen ponerse a prueba físicamente en cada uno de los deportes». El nombre «Fiu» representa el sonido característico que realiza el pájaro siete colores; preliminarmente Eduardo Cortés había bautizado a la mascota como «Sidi», reuniendo las dos primeras letras de los nombres de sus hijos —Simón y Diego—.

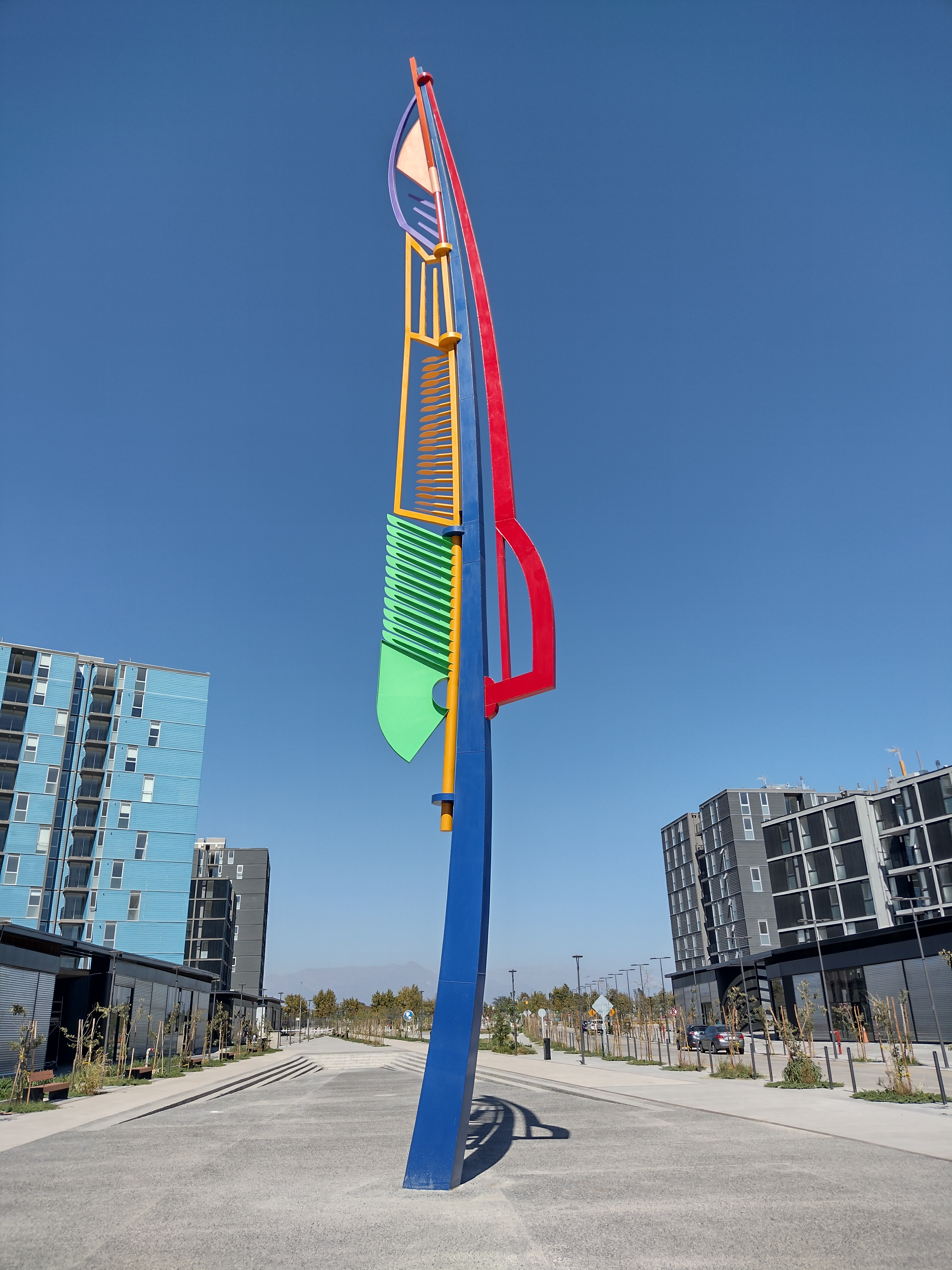
Pluma de sietecolores, escultura de Francisco Gazitúa

La imagen de Fiu ha formado parte de los elementos de merchandising de los Juegos Panamericanos y Parapanamericanos. El 29 de julio de 2023 fue instalada en la Villa Panamericana en Cerrillos la escultura Pluma de sietecolores de Francisco Gazitúa, y que representa una pluma de Fiu. El 1 de septiembre fueron puestas a la venta ediciones limitadas de la tarjeta bip! con cuatro diseños alusivos a Fiu y los Juegos Panamericanos y Parapanamericanos, mientras que el 26 de octubre fueron lanzados dos nuevos diseños de tarjetas bip! alusivas a Fiu. El 26 de septiembre la Policía de Investigaciones de Chile lanzó un timbre aduanero conmemorativo con la imagen de Fiu, el cual se estampó en el pasaporte de los viajeros que ingresaron a Chile a través del Aeropuerto Internacional Arturo Merino Benítez entre el 1 de octubre y el 30 de noviembre de 2023. El 4 de octubre fue presentada una serie de sellos postales conmemorativos emitidos por CorreosChile, y que en uno de ellos aparece Fiu; también fueron lanzadas 4 tarjetas postales con diseños de los juegos. El día 2 de noviembre se anunció una edición limitada navideña del peluche de Fiu, la cual estaba disponible solo mediante reservación, a la que se sumó una nueva versión con motivo del Día de los enamorados, lanzada el 26 de noviembre. Además, durante el desarrollo de los Juegos Panamericanos se desarrolló un festival cultural llamado Fiu Fest.

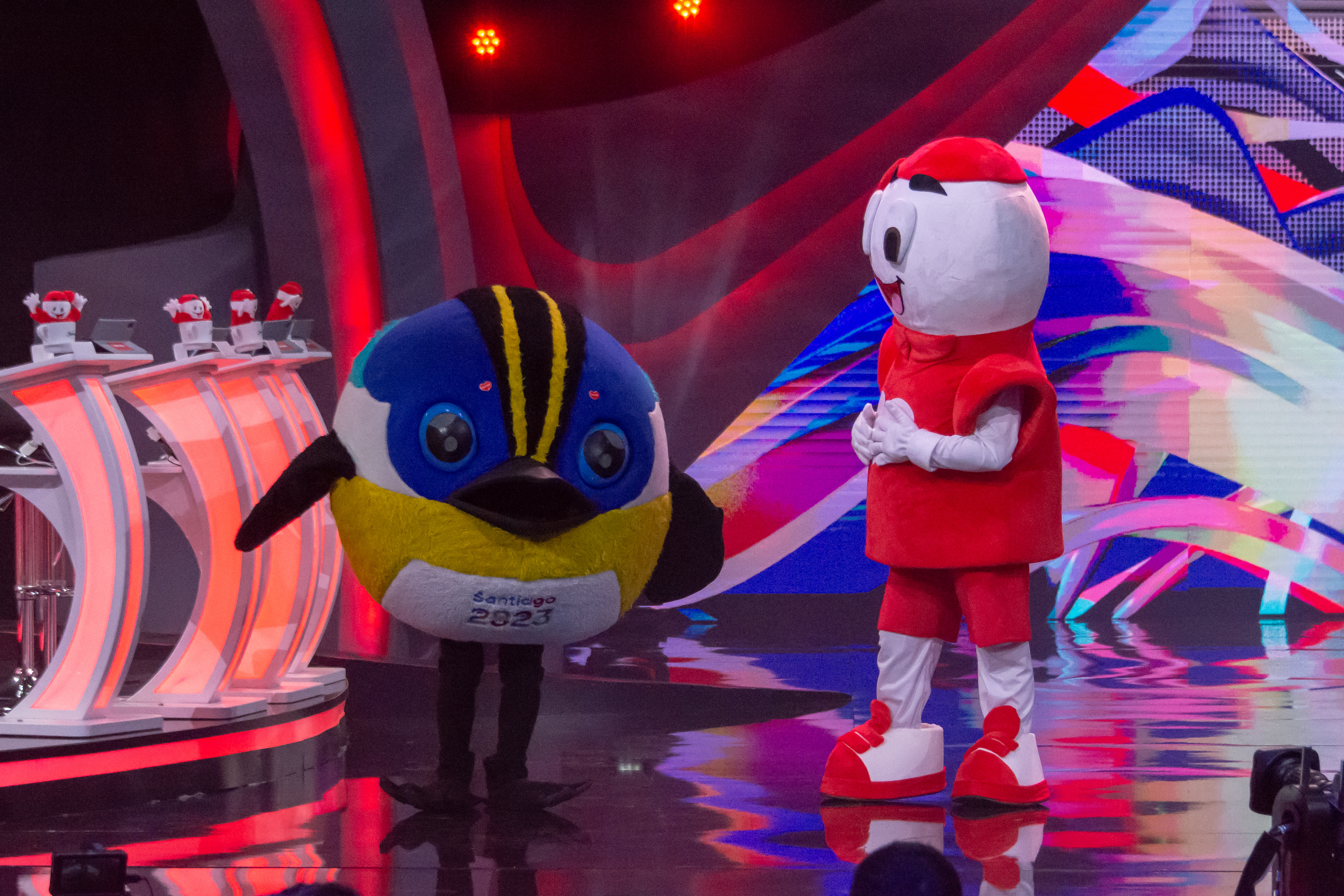
Fiu junto a Teletín en la Teletón 2023.

Fiu se hizo partícipe en la obertura de la Teletón 2023 para entregar la primera donación junto a Teletín y atletas del Team ParaChile, acompañados también por el ministro del Deporte de Chile, Jaime Pizarro; el director ejecutivo de Santiago 2023, Harold Mayne-Nicholls; el presidente del Comité Olímpico de Chile, Miguel Ángel Mujica; y el presidente de Panam Sports, Neven Ilic; debido a la vinculación de la campaña solidaria con el evento deportivo. Fiu participó  en la ceremonia inaugural de los Juegos Parapanamericanos, realizada el 17 de noviembre, encabezando el desfile de las 33 delegaciones participantes.

## Popularidad

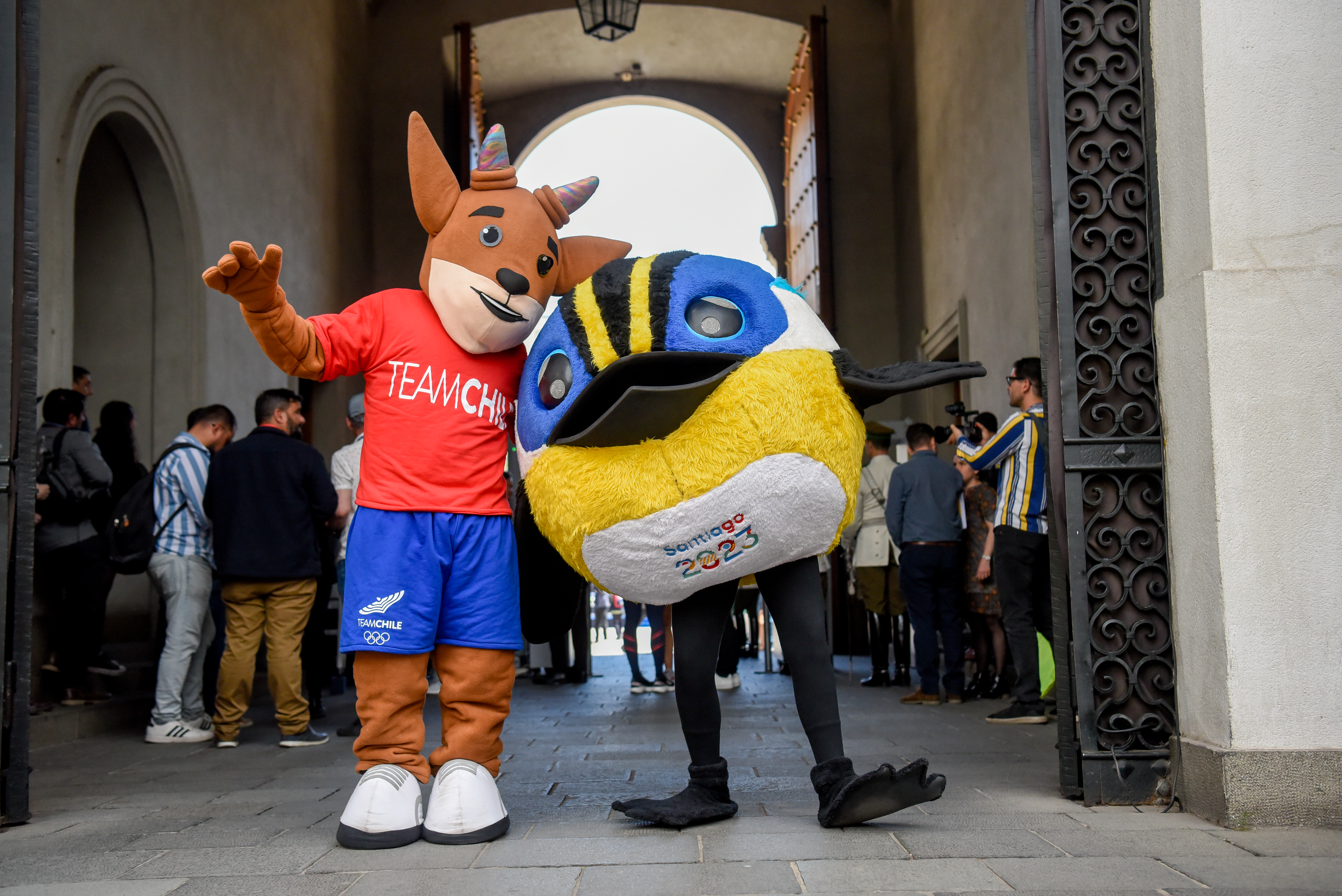
Fiu junto a Dupu, mascota del Team Chile.

Su popularidad aumentó considerablemente una vez iniciados los juegos, convirtiéndose en un fenómeno tanto en redes sociales como en los recintos donde se desarrollaron los eventos deportivos. Según cifras de la empresa TuFans, encargada del merchandising de los juegos, se vendieron cerca de 3000 peluches diarios de Fiu durante los días de competiciones. En las redes sociales surgieron campañas a favor de la continuidad de Fiu una vez finalizados los Juegos Panamericanos y Parapanamericanos como un símbolo del deporte chileno o incluso en algún momento como una mascota del Ministerio del Deporte.
En los días posteriores a la inauguración de los Juegos Panamericanos surgieron versiones falsificadas del peluche de Fiu, así como también la figura de la mascota fue utilizada por el Metro de Santiago para entregar consejos de seguridad. En la localidad de Pomaire, famosa por su artesanía en greda, fue creada una versión del tradicional chanchito pintado con los colores de la mascota de Santiago 2023, siendo bautizada como «Chanchifiu».
En reconocimiento a su gran protagonismo durante el desarrollo del evento, el presidente de Panam Sports, Neven Ilic, hizo entrega de la última medalla de oro de los Juegos Panamericanos a Fiu durante la ceremonia de clausura el 5 de noviembre. Un día después, el director ejecutivo de Santiago 2023, Harold Mayne-Nicholls, anunció que Fiu realizará una gira nacional con el fin de visitar colegios u otras instituciones que requieran su presencia.